# Dzwon Maryja Bogurodzica
Dzwon Maryja Bogurodzica – największy dzwon w Polsce i jeden z największych w Europie, znnajdujący się w bazylice Matki Bożej Licheńskiej w Licheniu. 
Dzwon ma wraz z bazyliką stanowić wotum Polaków za 2000 lat chrześcijaństwa. Twórcą idei wytopienia dzwonu godnego bazyliki Trzeciego Tysiąclecia jest ks. Eugeniusz Makulski, ówczesny proboszcz parafii i kustosz sanktuarium w Licheniu. Dzwon został odlany z brązu w ludwisarni Capanniniego we Włoszech w 1999 roku. Dostarczony do Lichenia 19 listopada 1999 roku. Został uroczyście poświęcony 25 czerwca 2000 r. przez nuncjusza apostolskiego Józefa Kowalczyka. Powierzchnia dzwonu podzielona jest na sześć pól. Na każdym znajduje się godło charakterystyczne dla innego okresu dziejów Polski (godło Jagiellonów, Władysława Jagiełły, godło Stefana Batorego, godło Kazimierza Wielkiego, herb Jana Pawła II, godło II i III Rzeczypospolitej). Możemy odnaleźć też 6 obrazów i napisy. W górnej i dolnej części dzwonu znajdują się girlandy roślinne. Uchwyty dzwonu mają kształty orłów.

## Dane
- Wysokość: 4,4 m[1]
- Średnica: 3,12 m[1]
- Waga dzwonu z jarzmem: 19 ton
- Waga dzwonu bez jarzma: 14,777 tony (w tym serce 400 kg)
- Ton uderzeniowy: c°
- Jarzmo: Łamane
- Materiał: Brąz
- Ludwisarnia: Enrico Capanni (Włochy)[2]
- Napęd: Liniowy

## Napisy na dzwonie
Imię moje Maria – Bogarodzica. Powołano mnie do życia, aby Bogu Ojcu dziękować za Narodzenie się Jego Syna Jezusa Chrystusa na ziemi dwa tysiące lat temu, aby dziękować Matce Bożej za objawienie się w Licheniu 150 lat temu, aby uprosić pokój i błogosławieństwo Trójcy Świętej na Trzecie Tysiąclecie dla Polskiego Narodu i świata całego.
Do mego Obrazu w tym kościele będzie przychodził cały Mój Naród i będzie czerpał moc łask z rąk moich w najtrudniejszych dla siebie czasach.
(z orędzia Matki Bożej Licheńskiej)
Gdy z dalekich Włoch przybyłam do Lichenia był rok 1997. 1000 lat od śmierci św. Wojciecha. Papieżem był Polak – Jan Paweł II, prymasem Polski – ks. Kardynał Józef Glemp, Biskupem włocławskim – ks. Bronisław Dembowski, generałem Marianów w Rzymie – ks. Adam Boniecki, Przełożonym Marianów w Polsce – ks. Jan Rokosz, Proboszczem w Licheniu – ks. Eugeniusz Makulski.
Powołał mnie do życia Naród Polski, abym głosił Chwałę Wszechmogącego Boga, wielbił Maryję Niepokalaną, Żyjących wzywał do Służby Bożej, żegnał i płakał za umarłymi, abym odpędził złe duchy od tego miejsca i całego Polskiego Narodu.